# Del mio meglio n. 5
Del mio meglio n. 5 è una raccolta della cantante italiana Mina, pubblicata nel maggio 1979 dalla PDU con distribuzione EMI Italiana.

## Descrizione
Quinto volume della serie Mina...del mio meglio, iniziata nel 1971 e terminata con il decimo, inserito nel cofanetto a tiratura limitata "Monster Box" del 2006, intitolato Ascoltami, Guardami, insieme al libro Disegnata, fotografata. Classica raccolta pubblicata dalla cantante a primavera. Originariamente erano tutte presenti nella discografia ufficiale dell'artista, ma nel 2012 sono state rimosse.
Distribuita anche su musicassetta (PMA 707) e CD (CDP 7467632), in edizione digitale nel 2001 (PDU 5365672).
Contiene una versione inedita del brano L'abitudine, diversa da quella già pubblicata nell'album Altro del 1972.

## Tracce
L'anno indicato è quello di pubblicazione dell'album d'appartenenza (di cui nasconde il link).
Lato A
1. Ma che bontà – 3:00 (Enrico Riccardi; edizioni musicali PDU/Jubal) – 1977
2. Ancora dolcemente – 4:55 (testo: Paolo Cassella – musica: Fabio Massimo Cantini, Luigi Lopez; edizioni musicali PDU/RCA) – 1976
3. C'è un uomo in mezzo al mare – 2:26 (testo: Nino Rastelli – musica: Dino Olivieri; edizioni musicali Leonardi) – 1976
4. Nuur – 4:28 (testo: Ermanno Capelli – musica: Osvaldo Miccichè; edizioni musicali PDU) – 1974
5. Carlo detto il mandrillo – 2:57 (testo: Franco Califano – musica: Carlo Pes; edizioni musicali PDU) – 1973
6. L'abitudine (Daddy's dream) – 3:19 (testo: Bruno Lauzi – musica: Adriano Fabi[3]; edizioni musicali PDU/Numero Uno) – versione inedita (precedente: 1972)

Lato B
1. Una ragazza in due (Down Came the Rain) – 3:08 (testo: Leo Chiosso – musica: Mitch Murray, Robin Conrad; edizioni musicali Rias) – 1977
2. Pennsylvania 6-5000 – 2:52 (testo: Carl Sigman – musica: Jerry Gray; edizioni musicali Curci) – 1976
3. L'amore, forse... (Ao amigo Tom) – 2:43 (testo: Giorgio Calabrese – musica: Marcos Valle, Osmar Milito; edizioni musicali PDU/Senna Music) – 1972
4. That's When Your Heartaches Begin – 3:40 (testo: William Raskin, George "Funky" Brown[4] – musica: Fred Fisher; edizioni musicali D.R.) – 1974
5. Triste – 5:35 (testo: Antonio Amurri – musica: Gianni Ferrio; edizioni musicali PDU/Curci) – 1976
6. La mia vecchiaia – 3:14 (testo: Franco Califano – musica: Carlo Pes; edizioni musicali PDU) – 1973

## Arrangiamenti e direzioni orchestrali
- Enrico Riccardi - Ma che bontà
- Tony Mimms - Ancora dolcemente
- Massimo Salerno - L'abitudine
- Pino Presti - Nuur,  Una ragazza in due , That's When Your Heartaches Begin
- Carlo Pes e Pino Presti - Carlo detto il mandrillo,  La mia vecchiaia
- Gianni Ferrio - gli altri brani

Tecnico del suono Nuccio Rinaldis.